# آلبرتو پاسکوالی
آلبرتو پاسکوالی (ایتالیایی: Alberto Pasquali؛ ۲۴ اوت ۱۸۸۲ – ۱۵ فوریه ۱۹۲۹) بازیگر اهل پادشاهی ایتالیا بود.
از فیلم‌ها یا برنامه‌های تلویزیونی که وی در آن نقش داشته است، می‌توان به رهایی اشاره کرد.